# Slowakische Volleyballnationalmannschaft der Männer
Die slowakische Volleyballnationalmannschaft der Männer ist eine Auswahl der Spieler, die die Slovenská Volejbalová Federácia bei internationalen Turnieren und Länderspielen repräsentiert. Die Mannschaft entstand 1993 nach dem Zerfall der Tschechoslowakei (siehe auch die Tschechoslowakische Mannschaft).

## Geschichte

### Weltmeisterschaft
Die Slowakei hat noch nie an einer Volleyball-Weltmeisterschaft teilgenommen.

### Olympische Spiele
Die Slowakei konnte sich noch nicht für die Olympischen Spiele qualifizieren.

### Europameisterschaft
Bei der ersten Teilnahme an einer Volleyball-Europameisterschaft erzielten die Slowaken als Achter ihr bestes Ergebnis. 2001 und 2003 belegten sie die Plätze neun und elf. Bei der EM 2007 reichte es nur noch zum zwölften Rang.

### World Cup
Die Slowakei hat bisher nicht im World Cup mitgespielt.

### Weltliga
Auch die Weltliga fand bisher ohne slowakische Beteiligung statt.

### Europaliga
Bei der Premiere der Europaliga wurden die Slowaken 2004 Achter. Nach den Plätzen sechs (2005) und sieben (2006) erreichten sie 2007 erstmals das Final Four und belegten den dritten Rang. Den Wettbewerb 2008 gewannen sie im Endspiel gegen die Niederlande.